# Чатчай Сасакул
Чатчай Сасакул (тай. ฉัตรชัย สาสะกุล; 5 лютого 1970) — таїландський боєць муай-тай та професійний боксер, чемпіон світу за версією WBC (1997—1998) в найлегшій вазі.

## Ранні роки
Народився в провінції Накхонпханом, а коли він був маленьким, його родина переїхала до Бангкоку. Зростав у бідності і у дитинстві почав займатися муай-тай. Він відвідував середню школу, яка була відома своєю потужною програмою аматорського боксу, і пізніше переключився з муай-тай на бокс.

## Аматорська кар'єра
1987 та 1989 року став чемпіоном Ігор Південно-Східної Азії.
На Олімпійських іграх 1988 переміг Луїса Роман Ролона (Пуерто-Рико) та Моріса Майна (Кенія), а у чвертьфіналі програв Роберту Ішасегі (Угорщина).
На Азійських іграх 1990 переміг Ердененцогт Цогтжаргал (Монголія) та Еліаса Рекайдо (Філіппіни), а у фіналі програв Ян Сук Джин (Південна Корея).

## Професіональна кар'єра
1 серпня 1991 року дебютував на професійному рингу. 25 серпня 1995 року в своєму двадцять першому бою вийшов проти чемпіона світу за версією WBC в найлегшій вазі Юрія Арбачакова (Росія) і програв одностайним рішенням суддів.
9 травня 1997 року завоював титул «тимчасового» чемпіона WBC в найлегшій вазі, а 12 листопада 1997 вдруге вийшов проти Юрія Арбачакова і відібрав титул чемпіона одностайним рішенням суддів. Двічі провівши вдалий захист титулу, 4 грудня 1998 року втратив його, програвши нокаутом у восьмому раунді Менні Пакьяо (Філіппіни).